# فارس عبدالله
فارس عبدالله (انگلیسی: Faris Abdalla؛ زادهٔ ۱۹ فوریهٔ ۱۹۹۱) بازیکن فوتبال اهل سودان است.
وی همچنین در تیم ملی فوتبال سودان بازی کرده‌است.